# Eleonore Schmidt-Herrling
Eleonore Schmidt-Herrling (geboren am 15. Dezember 1877 in Weimar; gestorben 1960 in Erlangen) war eine deutsche Bibliothekarin, Heimatforscherin und Malerin.

## Leben
Ihr Vater, Christian August Schmidt-Herrling (1844–1907) war ein zunächst erfolgloser Chemiker, Schriftsteller, Musikkritiker und Zeitungsredakteur. Eleonore wurde in Erlangen eingeschult und verbrachte bis 1889 ihre Schulzeit dort; aufgrund der dann folgenden Ortswechsel u. a. nach Karlsruhe und Coburg hatte sie aber letztlich keinen gültigen Schulabschluss. In Coburg hatte ihr Vater sie sogar selbst unterrichtet. Ab 1893 war ihr Vater beim Erlanger Tagblatt angestellt; sie wurde ebenfalls journalistisch aktiv als Theaterkritikerin und Berichterstatterin zu Vorträgen und Kunstausstellungen. Ferner schrieb sie heimatkundliche Aufsätze und wurde zu einer führenden Erlanger Heimatkundlerin, die auch 1919 den Erlanger Heimatverein mitbegründete und dessen langjährige Schriftführerin wurde.
Trotz des fehlenden Schulabschlusses konnte sie in Coburg, Nürnberg und Erlangen das Malen erlernen, insbesondere bei Christian Landenberger. Sie zeichnete und malte Landschaftsaquarelle, Blumenarrangements, Porträts, Stadtansichten von Erlangen und fertigte auch Skizzen für größere Arbeiten sowie Ornamentzeichnungen als Auftragsarbeiten an. Entsprechend gehörte sie auch neben Adolf Schinnerer und Hans Barthelmess zu der ersten Künstlergruppe des Erlanger Kunstvereins, in dem sie für 50-jährige Tätigkeit 1957 die Ehrenmitgliedschaft erhielt.
1907 starb ihr Vater, und sie nahm verschiedene Stellen an, um sich und die Mutter über Wasser zu halten. Sie gab Malstunden, betätigte sich als Korrektorin und Übersetzerin für wissenschaftliche Arbeiten, arbeitete Teilzeit in einer Feintäschner-Fabrik als Zeichnerin. Sie erhielt auch die Leitung der Volksbücherei übertragen. Dadurch unbefriedigt, bewarb sie sich bei der Universitätsbibliothek Erlangen, wo sie aufgrund ihrer Sprachkenntnisse angenommen wurde unter der Bedingung, sich in Latein weiterzubilden. Ab dem Frühjahr 1909 unbezahlt beschäftigt, erhielt sie 1910 eine Halbtagsstelle und Gehalt. 1929 wurde sie endlich fest angestellt, eine Verbeamtung war da aufgrund ihres Alters nicht mehr möglich.
Schmidt-Herrling wurde zunächst bei der Katalogisierung eingesetzt, fiel aber bei der Graphischen Sammlung durch ihre Sachkenntnis auf. Sie betreute seit 1913 die Graphische, die Kunst- und Münzsammlung sowie die Photostelle und die kunsthistorischen Übungen. Während der Leitung der Universitätsbibliothek Erlangen durch Eugen Stollreither verfasste sie den 776 Seiten umfassenden Katalog zur 19 000 Briefe umfassenden Sammlung von Christoph Jacob Trew, welche sich seit 1809 nach der Übernahme von der Universität Altdorf in Erlangen befand. 1940 gelangte dieser Katalog nach zehnjähriger Arbeit in den Druck. Zugleich publizierte Schmidt-Herrling gemeinsam mit Gunda Werner zur Geschichte der Universitätsbibliothek Altdorf und deren Sonderbibliotheken.
Während der Verlagerung der Bibliotheksbestände und Kunstwerke im Zweiten Weltkrieg war Schmidt-Herrling maßgeblich an der Organisation beteiligt. Sie ging 1944 in den Ruhestand, beteiligte sich aber nach Kriegsende anlässlich der Rückführung und neuen Einordnung des Bibliotheksbestands erneut an der Arbeit der Universitätsbibliothek Erlangen. Ansonsten widmete sie sich im Ruhestand der Malerei.

## Schriften (Auswahl)
- Von Erlanger Buchdruckern und Buchhändlern (In: Erlanger Heimatblätter, 1923–1925)
- Erlanger Erinnerungen (In: Erlanger Heimatblätter, 1952–1953)
- Geschichte der Universitätsbibliothek Altdorf von 1586–1750 (Dissertation)
- Die Briefsammlung des Nürnberger Arztes Christoph Jacob Trew (1695–1769) in der Universitätsbibliothek Erlangen. Universitätsbibliothek Erlangen, Erlangen 1940 (= Katalog der Handschriften der Universitätsbibliothek Erlangen. Band 5).